# Lingue preindoeuropee
Le lingue preindoeuropee sono quell'insieme di lingue - non necessariamente imparentate - parlate in Europa e in Asia prima dell'arrivo delle lingue indoeuropee. Alcune di loro sono state identificate tramite lo studio dei sostrati mentre di altre si hanno ampie attestazioni scritte come per quanto riguarda l'etrusco, la lingua retica, la lingua camuna, la lingua aquitana, la lingua iberica, la lingua basca.
Le uniche lingue non indoeuropee parlate ancora oggi in Europa sono quelle appartenenti al gruppo ugro-finnico e il basco, ma solo quest'ultima è considerata propriamente preindoeuropea.
Lingue paleoeuropee è un termine simile, ma non del tutto equivalente, usato per indicare quelle lingue preindoeuropee parlate in Europa che furono poi sostituite dalle lingue indoeuropee, con l'unica eccezione della lingua basca parlata ancora oggi tra la Spagna settentrionale e la Francia meridionale.

## Asia
- Substrato preindoeuropeo del sanscrito vedico
  - Lingua harappiana
  - Lingue dravidiche
  - Lingua elamica
  - Lingue munda
  - Lingue vedda
  - lingua nihali
- Lingue hurro-urartee e lingua hattica

## Europa
- Ipotesi del substrato preellenico della lingua ellenica
  - Pelasgico (non attestata né linguisticamente né archeologicamente)
  - Eteocretese
  - Eteocipriota
- Lingue dell'Europa atlantica
  - Ipotesi del substrato germanico
  - Ipotesi del substrato vasconico
  - Lingua pittica (Ipotesi del substrato delle lingue goideliche)
  - Idronomia della Vecchia Europa
- Lingue paleoispaniche
  - Lingua iberica
  - Lingua tartessica
- Lingue vasconiche
  - Lingua aquitana
  - Lingua basca
- Lingue tirseniche
  - Lingua etrusca
  - Lingua retica
  - Lingua camuna
  - Lingua lemnia (di possibile origine etrusca)
- Lingue preindoeuropee non classificate dell'Italia preromana
  - Lingua elima (più probabilmente indoeuropea)
  - Lingua sicana
  - Lingua antico ligure (non attestata)
  - Lingua protosarda (non attestata)
  - Lingua picena settentrionale

### Cultura e archeologica
- (EN)  Anthony, David with Jennifer Y. Chi (eds., 2009), The Lost World of Old Europe: The Danube Valley, 5000-3500 BC.
- (EN)  Bogucki, Peter I. and Pam J. Crabtree (eds. 2004), Ancient Europe 8000 BC—1000 AD: An Encyclopedia of the Barbarian World, New York: Charles Scribner's Sons.
- (EN)  Gimbutas, Marija (1973), Old Europe c. 7000-3500 B.C.: the earliest European civilization before the infiltration of the Indo-European peoples, The Journal of Indo-European Studies 1/1-2. 1-20.
- (EN)  Tilley, Christopher (1996), An Ethnography of the Neolithic. Early Prehistoric Societies in Southern Scandinavia, Cambridge University Press.

### Ricostruzioni linguistiche
- (IT)  Alfredo Trombetti, La lingua etrusca e le lingue preindoeuropee del Mediterraneo, in Studi etruschi, T. 1. Firenze, 1928;
- (IT)  Carlo Battisti, L'etrusco e le altre lingue preindoeuropee d'Italia, in Studi Etruschi, Firenze, VIII, 1934, p. 179-196;
- (IT)  Renfrew, Colin, Archeologia e linguaggio. Laterza, 1992.
- (EN)  Bammesberger, Alfred and Theo Vennemann (eds., 2003), Languages in Prehistoric Europe, Heidelberg: Carl Winter.
- (EN)  Blench, Roger and Matthew Spriggs (eds. 1), Archaeology and Language, Vol. I. Theoretical and Methodological Orientations.
- (EN)  Dolukhanov, Pavel M. (2003), Archaeology and Languages in Prehistoric Northern Eurasia, Japan Review, 15:175-186. https://web.archive.org/web/20110721072713/http://shinku.nichibun.ac.jp/jpub/pdf/jr/IJ1507.pdf
- (EN)  Gimbutas, Marija (1989), The Language of the Goddess, Londra, Thames & Hudson, 2001
- (EN)  Greppin, John and T.L.Markey (eds., 1990), When Worlds Collide: The Indo-Europeans and the Pre-Indo-Europeans, Ann Arbor.
- (EN)  Lehmann, Winfred P., Pre-Indo-European, Washington, DC: Institute for the Study of Man. 2002. ISBN 0-941694-82-8.
- (EN)  Mailhammer, Robert (2010), Diversity vs. Uniformity. Europe before the Arrival of Indo-European Languages, http://www.lrz.de/~mailhammer/htdocs/pdf/SWE_paper-MTP_draft.pdf[collegamento interrotto] // to appear in: Mailhammer, Robert and Theo Vennemann. Linguistic Roots of Europe. Copenaghen: Museum Tusculanum Press.
- (FR)  Morvan, Michel (2009), Dictionnaire étymologique basque Internet/Lexilogos.
- (EN)  Pre-Indo-European // Encyclopedia of the Languages of Europe, a cura di Glanville Price. 2000. eISBN 978-0-631-22039-8.
- (EN)  Vennemann, Theo, Languages in Prehistoric Europe north of the Alps, http://www.scribd.com/doc/8670/Languages-in-prehistoric-Europe-north-of-the-Alps
- (EN)  Vennemann, Theo (2008), Linguistic reconstruction in the context of European prehistory, Transactions of the Philological Society. Volume 92, Issue 2, pages 215–284, November 1994
- (EN)  Woodard, Roger D. (ed., 2008), Ancient Languages of Asia Minor, Cambridge University Press.
- (EN)  Woodard, Roger D. (2008), Ancient Languages of Europe, Cambridge University Press.